# Франкфорт (Њујорк)
Франкфорт (енгл. Frankfort) град је у америчкој савезној држави Њујорк.

## Демографија
По попису из 2010. године број становника је 2.598, што је 61 (2,4%) становника више него 2000. године.
| Група             | 2000.         | 2010.         |
| Белци             | 2.460 (97,0%) | 2.497 (96,1%) |
| Афроамериканци    | 1 (0,0%)      | 18 (0,7%)     |
| Азијати           | 4 (0,2%)      | 7 (0,3%)      |
| Хиспаноамериканци | 25 (1,0%)     | 38 (1,5%)     |
| Укупно            | 2.537         | 2.598         |